# Karen Josephson
Karen Julia Josephson (* 10. Januar 1964 in Bristol, Connecticut) ist eine ehemalige Synchronschwimmerin aus den Vereinigten Staaten. Sie gewann je eine olympische Gold- und Silbermedaille sowie je zwei Gold- und Silbermedaillen bei Weltmeisterschaften.

## Karriere
Karen und ihre eineiige Zwillingsschwester Sarah Josephson begannen 1969 in Bristol mit dem Synchronschwimmen. 1977 wechselten sie nach Rocky Hill an die Connecticut School of Swimming und ab 1980 schwammen sie für die Heronettes in Hamden, Connecticut. Ab 1981 traten sie für die Ohio State University an. Dort graduierte Karen Josephson 1985 in Genetik.
Die beiden Schwestern traten ab 1980 auch international an. 1983 gewannen die beiden die Silbermedaille im Gruppenwettbewerb bei den Panamerikanischen Spielen in Caracas. Bei den Schwimmweltmeisterschaften 1986 in Madrid gewannen die beiden im Duett die Silbermedaille hinter den Kanadierinnen Michelle Cameron und Carolyn Waldo. Im Gruppenwettbewerb siegten ebenfalls die Kanadierinnen vor dem US-Team. Karen Josephson trat auch im Einzelwettbewerb an und belegte den achten Platz. 1987 bei den Panamerikanischen Spielen in Indianapolis siegten die Schwestern im Duett-Wettbewerb und mit der Mannschaft.
Bei den Olympischen Spielen 1988 in Seoul traten beide Schwestern auch im Einzelwettbewerb an. Im Figurenschwimmen belegte Sarah den dritten Platz und Karen den vierten Platz. In die nächste Runde rückte nur eine Schwimmerin pro Land auf und das war für die Vereinigten Staaten die Zweite im Figurenschwimmen Tracie Ruiz-Conforto. Im Duett-Wettbewerb siegten Carolyn Waldo und Michelle Cameron knapp vor Karen und Sarah Josephson. Die Schwestern lagen 1,2 Punkte hinter den Kanadierinnen und fast fünf Punkte vor den drittplatzierten Japanerinnen.
Nach einem Monat Bedenkzeit entschlossen sich die Schwestern weitere vier Jahre zu trainieren, um doch noch eine olympische Goldmedaille zu gewinnen. In diesen vier Jahren verloren die Schwestern keinen einzigen Duett-Wettbewerb. Sie siegten 1990 bei den Goodwill Games in Seattle. Bei den Schwimmweltmeisterschaften 1991 in Perth gewannen die beiden sowohl im Duett als auch mit der Mannschaft. Bei den Olympischen Spielen 1992 in Barcelona nahmen beide wieder am Einzel- und am Duettwettbewerb teil. Im Einzel belegten mit Kristen Babb-Sprague, Sarah und Karen Josephson drei Schwimmerinnen aus den Vereinigten Staaten die ersten drei Plätze im Figurenschwimmen, wie 1988 kam nur die beste aus jedem Land in die nächste Runde. Im Duett-Wettbewerb siegten die beiden Schwestern mit über zwei Punkten Vorsprung vor den kanadischen Schwestern Penny und Vicky Vilagos.
Nach 22 Jahren als Synchronschwimmerinnen, davon 12 Jahren im Nationalteam, und 16 nationalen Meistertiteln, davon sieben im Duett, beendeten die Schwestern 1992 ihre Karriere. Seit 1997 sind die Schwestern Mitglied der International Swimming Hall of Fame (ISHOF).